# 545
545(오백사십오)는 544보다 크고 546보다 작은 자연수다.

## 수학
- 합성수로, 그 약수는 1, 5, 109, 545다. 진약수의 합은 115이므로, 545는 부족수다.
- 17번째 중심있는 사각수다. 앞의 중심있는 사각수는 481, 다음은 613이다.
- 피타고라스 삼조의 빗변의 길이이다.
  - {\displaystyle 33^{2}+544^{2}=545^{2}}[a]
  - {\displaystyle 184^{2}+513^{2}=545^{2}}[b]

## 교통

### 철도
- 수도권 전철 5호선 아차산역의 역번호.

### 도로
- 545번 시가현도(일본어판)
- 545번 오이타현도(일본어판)
- 545번 홋카이도도(일본어판)
- 545번 효고현도(일본어판)

## 문화재
- 대한민국의 보물 제545호: 홍천 물걸리 삼층석탑
- 대한민국의 사적 제545호: 구 군산세관 본관

## 작품
- K. 545: 모차르트 《피아노 소나타 16번》의 쾨헬 번호.

## 기타
- 연도: 545년, 기원전 545년

## 방송
- KT HCN의 GOODTV 채널 번호.